# Goniothalamus carolinensis
Goniothalamus carolinensis là loài thực vật có hoa thuộc họ Na. Loài này được Kaneh. mô tả khoa học đầu tiên năm 1931.